# Maofelis cantonensis
Il maofelide (Maofelis cantonensis) è un mammifero carnivoro estinto, appartenente ai nimravidi. Visse nell'Eocene medio-superiore (circa 40 - 35 milioni di anni fa) e i suoi resti fossili sono stati ritrovati in Cina.

## Descrizione
Questo animale è noto solo per un cranio ben conservato, ma privo di mandibola, lungo circa 20 centimetri. Il cranio è molto simile a quello di altri animali più noti, come Nimravus, e si suppone che Maofelis fosse simile come proporzioni corporee agli altri nimravidi. Il cranio di Maofelis era simile a quello di un felide, con muso e palato corti. Le pareti del canale basifaringeo convergevano posteriormente, e la superficie ventrale dell'osso petroso era dorsale rispetto a quella del basioccipitale. Il processo paroccipitale era moderatamente grande e si proiettava posteriormente. Gli incisivi erano dotati di cingoli linguali ridotti, mentre i canini superiori erano piuttosto sviluppati, ma possedevano una seghettatura solo sulla parte distale della carena. I premolari anteriori erano ridotti, mentre il quarto premolare era privo di parastilo ed era presente solo il primo molare. La cresta sagittale era molto sviluppata e fa supporre la presenza di potenti muscoli delle fauci. Le arcate zigomatiche, ben sviluppate, erano però pressoché orizzontali se viste di lato, mentre nei nimravidi successivi erano arcuate dorsalmente.

## Classificazione
Maofelis cantonensis venne descritto per la prima volta nel 2016, sulla base di un cranio ben conservato proveniente dal bacino di Maoming (Cina), in terreni dell'Eocene medio-superiore. Maofelis è uno dei più antichi nimravidi, un gruppo di carnivori arcaici dall'aspetto superficialmente simile a quello dei felidi. In particolare, secondo un'analisi filogenetica Maofelis risulterebbe il più primitivo del gruppo, ancestrale ai ben noti nimravidi europei e nordamericani come Nimravus, Hoplophoneus e Dinictis. La scoperta di Maofelis sembrerebbe suggerire che l'origine dei nimravidi sia avvenuta in Asia.